# Talka Dabey
Talka Dabey (auch: Talkadabaye, Talkadabey, Talkadabeye) ist ein Dorf in der Stadtgemeinde Ouallam in Niger.

## Geographie
Das von einem traditionellen Ortsvorsteher (chef traditionnel) geleitete Dorf befindet sich rund 22 Kilometer östlich des urbanen Zentrums von Ouallam, der Hauptstadt des gleichnamigen Departements Ouallam, das zur Region Tillabéri gehört. Zu weiteren Siedlungen in der Umgebung von Talka Dabey zählen Darey im Nordwesten sowie Tolkobey Koira Tégui und Sargane im Südwesten.
Talka Dabey liegt im Dünengebiet im Westen Nigers. Es herrscht das Klima der Sahelzone vor, mit einer durchschnittlichen jährlichen Niederschlagsmenge zwischen 300 und 400 mm.

## Geschichte

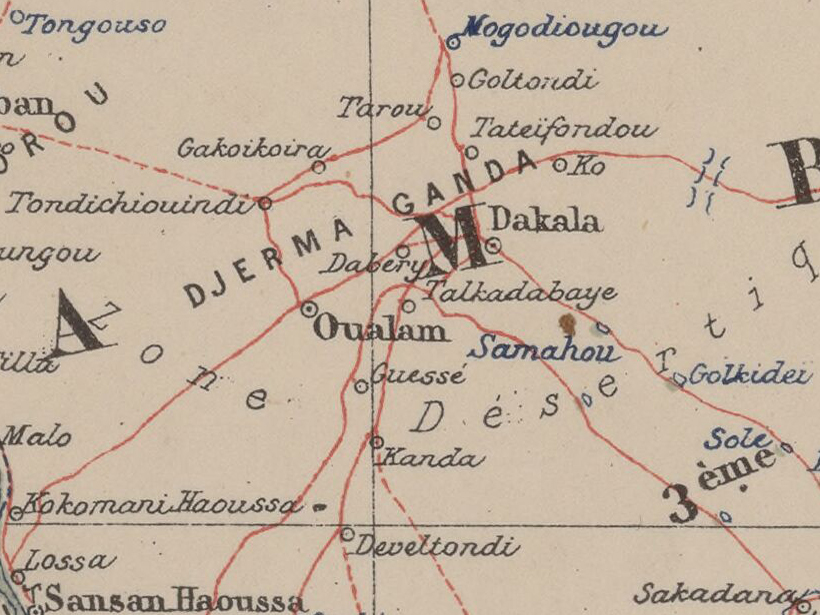
Ausschnitt einer Karte von 1903 mit Talka Dabey (Talkadabaye) im Zentrum

Konflikte zwischen dem traditionellen Ortsvorsteher und seinem Cousin führten dazu, dass das Dorf 1988 in zwei verfeindete Lager gespalten wurde.

## Bevölkerung
Bei der Volkszählung 2012 hatte Talka Dabey 460 Einwohner, die in 47 Haushalten lebten. Bei der Volkszählung 2001 betrug die Einwohnerzahl 376 in 40 Haushalten und bei der Volkszählung 1988 belief sich die Einwohnerzahl auf 848 in 91 Haushalten.

## Wirtschaft und Infrastruktur
Mit einem Centre de Santé Intégré (CSI) ist ein Gesundheitszentrum im Ort vorhanden. Es gibt eine Schule. Es wurde eine Getreidebank errichtet. Am Ortsrand von Talka Dabey verläuft die die 233,5 Kilometer lange Nationalstraße 33 zwischen den Städten Tillabéri und Filingué. Es handelt sich in diesem Abschnitt um eine einfache Erdstraße.